# Stephen Antonakos

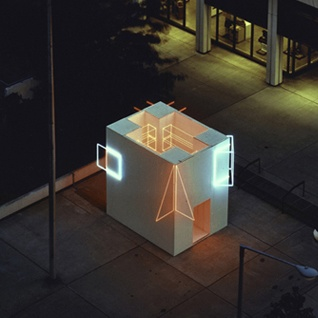
The Room, di Stephen Antonakos, 1974

Stephen Antonakos (in greco Στέφανος Αντωνάκος?; Agios Nikolaos, 1º novembre 1926 – New York City, 17 agosto 2013) è stato uno scultore greco noto per le sue sculture astratte e per essere tra i primi ad utilizzare il neon nell'arte.

## Biografia

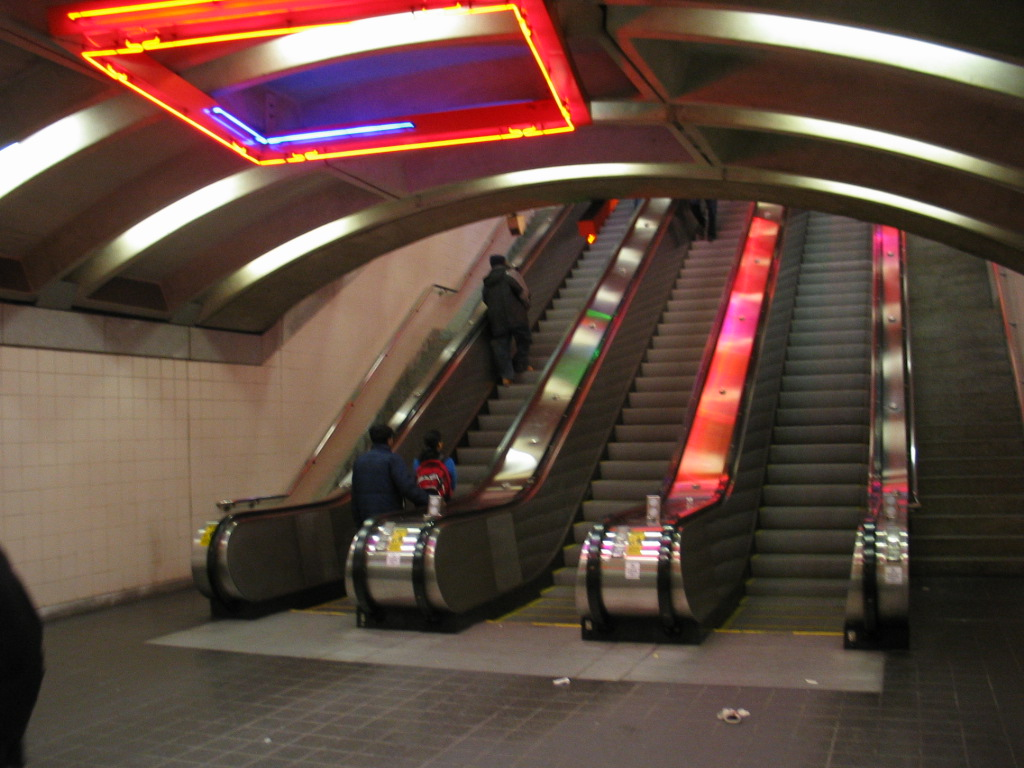
Exchange Place Escalators, di Stephen Antonakos

La famiglia di Antonakos si trasferì dalla Grecia agli Stati Uniti quando lui aveva quattro anni. Trascorse l'infanzia a Bay Ridge, nel distretto di Brooklyn, New York. Dopo aver preso il diploma alla Fort Hamilton High School a Brooklyn, fu arruolato nell'esercito e prestò il servizio militare nelle Filippine tra il 1945 e il 1947. Frequentò il New York State Institute of Applied Arts and Sciences a Brooklyn di cui fu un illustratore attivo. La sera si occupava di arte tuttavia le sue opere non lo soddisfacevano, tanto che maggior parte delle illustrazioni fatte nel periodo giovanile furono distrutte dall'artista stesso. Fu una sera del 1961, mentre tornava a casa dal suo studio, che Antonakos fu impressionato dall'insegna di un ristorante, l'intensa luce neon fu d'ispirazione per le opere che poi l'avrebbero reso famoso. In seguito scrisse: "Dissi a me stesso: 'Che colori!' Avevo visto quella vecchia insegna di neon e Times Square per anni e anni, ma non le avevo mai guardate bene fino a quel momento. Passai i giorni e le notti successive a passeggiare e ad ammirare i neon, guardando come erano stati installati, il differente spessore dei tubi e l'intensità dei colori. Poi decisi di inserire dei tubi neon alle mie sculture."
In seconde nozze si sposò con l'autrice Naomi Spector.
Le opere di Antonakos sono state inserite in numerose importanti mostre internazionali tra cui Documenta 6 nel 1977 a Kassel in Germania, e la Biennale di Venezia del 1997 nella quale fu l'artista rappresentativo della Grecia. Le sue opere sono state incluse in grandi collezioni internazionali tra cui il Metropolitan Museum of Art, il Museum of Modern Art, il Whitney Museum of American Art, il Solomon R. Guggenheim Museum, tutti con sede a New York, la National Gallery of Art a Washington D.C. ed il Museo nazionale di arte contemporanea di Atene. Più di cinquanta opere pubbliche sono state create da Antonakos per spazi pubblici in giro per il mondo; ad Atene, Dijon, Francoforte, Los Angeles, Odessa, Tel Aviv, Tokio e Seattle, per gli aeroporti di Milwaukee, Atlanta e di Bari, e due opere di rilievo furono installate a New York City: "Neon for 42nd Street" e "59th street piece-Neon for the 59th street transfer station" (visibile ancora oggi).

## Alcune mostre
- 1966: Kunst-Light-Kunst, Van Abbemuseum, Eindhoven, Curator: Jean Leering
- 1970: Preliminary Drawings, Museum of Modern Art, New York, NY, USA
- 1973: American Drawings, Whitney Museum of American Art, New York City, Curator: Elke M. Solomon
- 1973: Works in Spaces, San Francisco Museum of Modern Art, San Francisco, CA, USA
- 1975: Eight Artists, Eight Attitudes, Eight Greeks, Institute of Contemporary Arts, Londra, UK
- 1975: USA Zeichnungen 3, Schloss Morsbroich, Leverkusen, Curator: Rolf Wedewer und Rolf Ricke
- 1977: documenta 6, Kassel, Curator: Manfred Schneckenburger
- 1987: Mathematik in der Kunst der Letzten Dreissig Jahre, Wilhelm-Hack-Museum, Ludwigshafen am Rhein, Curator: Bernhard Holedzek
- 1989: ARTEC, 1st International Biennale, Nagoya, Giappone
- 1997: Chapel of the Heavenly Ladder, 47th International Art Exhibition Venice Biennale, Biennale di Venezia, Venezia, Italia
- 1999: Antonakos: „Welcome“ and „Chapel for P.S. 1“, MoMA PS1, New York, USA
- 2000: (e così via) (and so on): 99 Artist from the Marzona Collection: arte povera, minimal art, land art, Galleria Comunale d'Arte Contemporanea, Roma, Italia
- 2001: Im Spiegel der Freiheit: Giannis Tsarouchis, Stephen Antonakos, George Hadjimichalis, Schirn Kunsthalle Frankfurt Frankfurt am Main, Curator:  Hellmut Seemann
- 2002: Adventure of Medias;  Sound, Light, and Image, Kamakura Gallery, Kanagawa, Giappone
- 2002: Probation Area: Arte Povera, Conceptual Art, Minimal Art, Land Art: The Marzona Collection, Hamburger Bahnhof, Berlino, Germania
- 2005: Drawings, Neue Nationalgalerie, Berlino, Germania
- 2007: The Abstract Impulse: Fifty Years of Abstraction at the National Academy 1956 – 2006, National Academy Museum and School, NY, USA
- 2009: In and Out of Amsterdam: art & project, Museum of Modern Art,, New York, USA
- 2012: Neon, la materia luminosa dell’arte, MACRO Museo d’Arte Contemporanea di Roma, Roma, Italia
- 2017: documenta 14, Kassel, Germania
- 2020: A Space Full of Drawings and a Drawing in Space, Daniel Marzona, Berlino, Germania

## Premi e riconoscimenti
- 2004: Wahl zum Vollmitglied (NA) der National Academy Museum and School, New York
- 2011: Lifetime Achievement Awards von der National Academy Museum and School und von der Greek American Foundation.